# Chris Allen
Xavier Chris Allen (Lawrenceville, 13 novembre 1988) è un ex cestista statunitense.